# John Stuart Mill

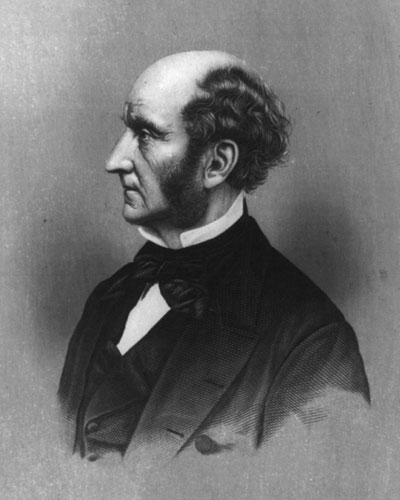
Perfil de John Stuart Mill

John Stuart Mill   (Islington, 20 de maig de 1806 - Avinyó, 8 de maig de 1873) fou un filòsof i economista anglès i el pensador liberal més influent del segle xix. Defensava l'utilitarisme, la teoria ètica ja proposada pel qui fou el seu padrí, Jeremy Bentham. Com a membre del Partit Liberal, fou el primer membre del Parlament en advocar pel dret a vot de les dones.

## Biografia
John Stuart Mill fou el primer fill de James Mill. Mill fou educat pel seu pare, amb l'ajut de Jeremy Bentham i Francis Place. Rebé una educació molt rigorosa i fou aïllat deliberadament del contacte amb altres nois de la seva edat. El seu pare, un seguidor de les idees de Bentham i de l'associacionisme, tenia la idea de crear una figura intel·lectual que continués difonent les idees utilitaristes després de les morts de Bentham i d'ell mateix.
Els seus coneixements quan era encara un nen eren excepcionals: als tres anys, sabia l'alfabet grec i una llarga llista de paraules gregues amb la seva corresponent traducció a l'anglès; a l'edat de vuit anys, les faules d'Isop, l'Anàbasi de Xenofont i Heròdot i tenia coneixements de Luci, Diògenes, Isòcrates d'Atenes i Plató. També tenia força coneixements de la història d'Anglaterra. Als vuit anys, començà a estudiar llatí, geometria i àlgebra i feu de mestre als seus germans més petits. Les seves lectures principals eren sobre temes d'història, si bé llegí tots els autors clàssics grecs i llatins que es llegien a les universitats de l'època; així, a l'edat de deu anys, llegia Demòstenes i Plató amb facilitat. El 1818, el seu pare publicà Història de l'Índia. Immediatament després, comença a estudiar lògica i llegeix els tractats d'Aristòtil. En els anys següents, s'introdueix en l'economia política i estudia Adam Smith i David Ricardo.
Mill treballà per a la Companyia de les Índies Orientals britànica, però fou també membre del Parlament pel partit liberal. En la seva obra Consideracions sobre el govern representatiu, Mill exposa diverses reformes per al parlament i el sistema electoral, especialment en temes de representació proporcional i extensió del dret de sufragi.
El 1851, Mill es casà amb Harriet Taylor després de 21 anys d'amistat. Harriet Taylor tingué una gran influència en l'obra de Mill tant al llarg de la seva amistat com posteriorment durant el matrimoni; n'és un exemple la defensa que fa Mill dels drets de la dona.

## Filosofia econòmica

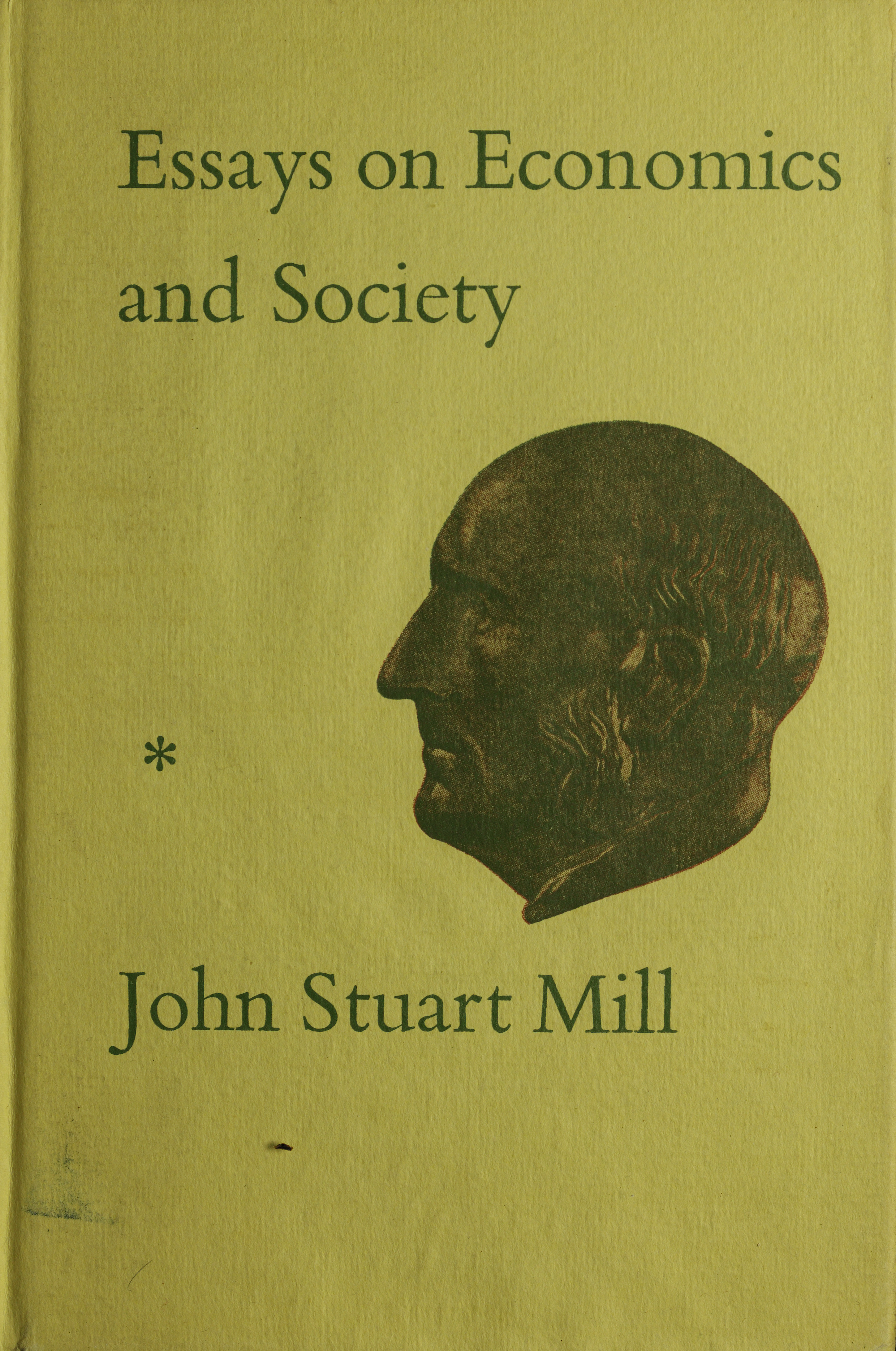
Assajos sobre economia i societat, 1967

La primera filosofia econòmica de Mill va ser la dels mercats lliures. No obstant això, acceptava intervencions en l'economia, com ara un impost sobre l'alcohol, si hi havia prou motius utilitaris. També va acceptar el principi d'intervenció legislativa amb finalitats de benestar animal. En un principi, creia que igualtat fiscal significava  igualtat de sacrifici  i que la fiscalitat progressiva penalitzava els que treballaven més i estalviaven més i, per tant, era una forma lleu de robatori.
Tenint en compte un tipus impositiu igual, independentment dels ingressos, Mill va acceptar que l'herència s'hauria de gravar. Una societat utilitària acceptaria que tothom hauria de ser igual d'una manera o una altra. Per tant, rebre l'herència posaria un per davant de la societat tret que tributés sobre l'herència. Els que donen haurien de considerar i triar amb cura on van els seus diners: algunes organitzacions benèfiques són més mereixedores que altres. Tenint en compte que les juntes d'entitats benèfiques públiques, com ara un govern, desemborsaran els diners per igual. Tanmateix, una junta de caritat privada com una església desemborsaria els diners de manera justa a aquells que ho necessiten més que altres.
Més tard va modificar els seus punts de vista cap a una inclinació més socialista, afegint capítols als seus Principis d'economia política en defensa d'una visió socialista. Dins d'aquest treball revisat també va fer la proposta radical d'abolir tot el sistema salarial a favor d'un sistema salarial cooperatiu. No obstant això, es van mantenir algunes de les seves opinions sobre la idea de la fiscalitat plana, tot i que alterades a la tercera edició dels Principis d'economia política per reflectir la preocupació per diferenciar les restriccions a les rendes no guanyades, que ell afavoria, i les de  ingressos obtinguts, que no afavoria.
A la seva autobiografia, Mill va afirmar que amb relació a les seves opinions posteriors sobre l'economia política, el seu «ideal de millora definitiva... el classificaria decididament sota la designació general de socialistes». Les seves opinions van canviar en part a causa de la lectura de les obres dels socialistes utòpics, però també per la influència de Harriet Taylor. A la seva obra de 1879 Socialism, Mill va argumentar que la prevalença de la pobresa a les societats capitalistes industrials contemporànies era per tant un fracàs dels arranjaments socials, i que els intents de condonar aquest estat de coses com el resultat de fracassos individuals no representaven un justificació d'ells, sinó que eren una reivindicació irresistible de protecció contra el patiment de cada ésser humà.
Principles, publicat per primera vegada l'any 1848, va ser un dels llibres d'economia més llegits durant el període. Tal com va ser Wealth of Nations d’Adam Smith durant un període anterior, els principis van dominar l'ensenyament de l'economia. En el cas de la Universitat d'Oxford va ser el text estàndard fins al 1919, quan va ser substituït pels Principis d'economia de Marshall.

#### Crítica
Karl Marx, en la seva crítica de l’economia política, va esmentar Mill al Grundrisse. Marx sostenia que el pensament de Mill plantejava les categories del capital d'una manera ahistòrica.

#### Democràcia econòmica
La principal objecció de Mill al socialisme es va centrar en el que ell considerava la seva destrucció de la competència. Va escriure: «Mentre estic d'acord i simpatitzo amb els socialistes en aquesta part pràctica dels seus objectius, discrepo completament de la part més conspícua i vehement del seu ensenyament: les seves declamacions contra la competència». Encara que era igualitari, Mill va defensar més la igualtat d'oportunitats i va situar la meritocràcia per sobre de tots els altres ideals en aquest sentit. A més, va argumentar que una societat socialista només s'aconseguiria mitjançant la provisió d'una educació bàsica per a tothom, promovent la democràcia econòmica en lloc del capitalisme, a la manera de substituir les empreses capitalistes per cooperatives de treballadors. Ell diu:
| « | La forma d'associació, però, que si la humanitat continua millorant, s'ha d'esperar que finalment predomini, no és la que pot existir entre un capitalista com a cap, i els treballadors sense veu a la direcció, sinó l'associació de els mateixos treballadors en condicions d'igualtat, posseïnt col·lectivament el capital amb el qual desenvolupen les seves operacions i treballant sota directius elegits i removibles per ells mateixos. | » |

#### Democràcia política
L'obra principal de Mill sobre la democràcia política, Considerations on Representative Government, defensa dos principis fonamentals: la participació àmplia dels ciutadans i la competència il·lustrada dels governants. Òbviament, els dos valors estan en tensió, i alguns lectors han conclòs que és un demòcrata elitista, mentre que altres el consideren un demòcrata participatiu anterior. En una secció, sembla defensar un tipus de vot plural on els ciutadans més competents reben vots addicionals (una visió que després va repudiar). Tanmateix, en un altre capítol argumenta amb contundència el valor de la participació de tots els ciutadans. Creia que la incompetència de les masses podria acabar-se superant si se'ls dona l'oportunitat de participar en la política, sobretot a nivell local.
Mill és un dels pocs filòsofs polítics que ha servit mai al govern com a funcionari electe. En els seus tres anys al Parlament, va estar més disposat a comprometre's del que els principis radicals expressats en el seu escrit feien pensar.
Mill va ser un gran defensor de la difusió i l'ús de l'educació pública a la classe treballadora. Veia el valor de la persona individual, i creia que «l'home tenia la capacitat inherent de guiar el seu propi destí, però només si les seves facultats es desenvolupen i es compleixen», cosa que es podia aconseguir a través de l'educació. Considerava l'educació com una via de millora de la naturalesa humana que per a ell significava «fomentar, entre altres característiques, la diversitat i l'originalitat, l'energia del caràcter, la iniciativa, l'autonomia, el cultiu intel·lectual, la sensibilitat estètica, els interessos no autoestimats, la prudència, etc. responsabilitat i autocontrol». L'educació va permetre als humans fer-se ciutadans plenament informats que tenien les eines per millorar la seva condició i prendre decisions electorals plenament informades. El poder de l'educació rau en la seva capacitat de servir com a gran igualador entre les classes, permetent a la classe treballadora la capacitat de controlar el seu propi destí i competir amb les classes altes. Mill va reconèixer la importància cabdal de l'educació pública per evitar la tirania de la majoria assegurant-se que tots els votants i participants polítics fossin individus plenament desenvolupats. Va ser a través de l'educació, creia, que un individu podia esdevenir un participant ple de la democràcia representativa.
Pel que fa a l'educació superior, Mill va defensar l'educació liberal contra els arguments contemporanis dels models d'educació superior centrats en la religió o la ciència. El seu discurs de St. Andrews de 1867 va demanar a les elits educades a les universitats reformades que treballessin cap a una política educativa compromesa amb els principis liberals.

#### Teories de la riquesa i la distribució de la renda
A Principis d'economia política, Mill va oferir una anàlisi de dos fenòmens econòmics sovint lligats entre si: les lleis de producció i riquesa i els modes de distribució. Pel que fa a la primera, creia que no era possible alterar les lleis de producció, les propietats últimes de la matèria i la ment... només emprar aquestes propietats per provocar esdeveniments que ens interessen. Els modes de distribució de la riquesa són una qüestió d'institucions humanes únicament, començant pel que Mill creia que era la institució principal i fonamental: la propietat individual. Creia que tots els individus havien de començar en igualtat de condicions, amb una divisió justa dels instruments de producció entre tots els membres de la societat. Una vegada que cada membre té una quantitat igual de propietats individuals, s'ha de deixar al seu propi esforç per no ser interferits per l'estat. Pel que fa a la desigualtat de la riquesa, Mill creia que era el paper del govern establir polítiques tant socials com econòmiques que promoguin la igualtat d'oportunitats.
El govern, segons Mill, hauria d'implementar tres polítiques fiscals per ajudar a pal·liar la pobresa:
1. impost sobre la renda justament valorat;
2. un impost de successions; i
3. una política per restringir el consum sumptuari.

L'herència del capital i de la riquesa té un paper important en el desenvolupament de la desigualtat, perquè ofereix més oportunitats als qui reben l'herència. La solució de Mill a la desigualtat de riquesa provocada per l'herència va ser implementar un impost més gran sobre les successions, perquè creia que la funció autoritat més important del govern és la fiscalitat, i la fiscalitat aplicada amb criteri podria promoure la igualtat.

#### El medi ambient
Al llibre IV, capítol VI de Principis d'economia política: De l'estat estacionari, Mill reconeixia la riquesa més enllà del material i argumentava que la conclusió lògica del creixement il·limitat era la destrucció del medi ambient i una qualitat reduïda de vida. Va concloure que un estat estacionari podria ser preferible al creixement econòmic inacabable:
| « | No puc, doncs, considerar els estats estacionaris del capital i la riquesa amb l'aversió no afectada tan generalment manifestada pels economistes polítics de la vella escola. | » |

| « | Si la terra ha de perdre aquella gran part del seu plaer que deu a coses que l'augment il·limitat de la riquesa i la població n'extirparia, amb el sol propòsit de permetre-li mantenir una població més gran, però no millor o més feliç, Espero sincerament, pel bé de la posteritat, que es conformin amb quedar-se estacionaris, molt abans que la necessitat els obligui a això. | » |

#### Taxa de benefici
Segons Mill, la tendència última en una economia és que la taxa de benefici disminueixi a causa de la disminució dels rendiments de l'agricultura i l'augment de la població a un ritme malthusià.

## Obra

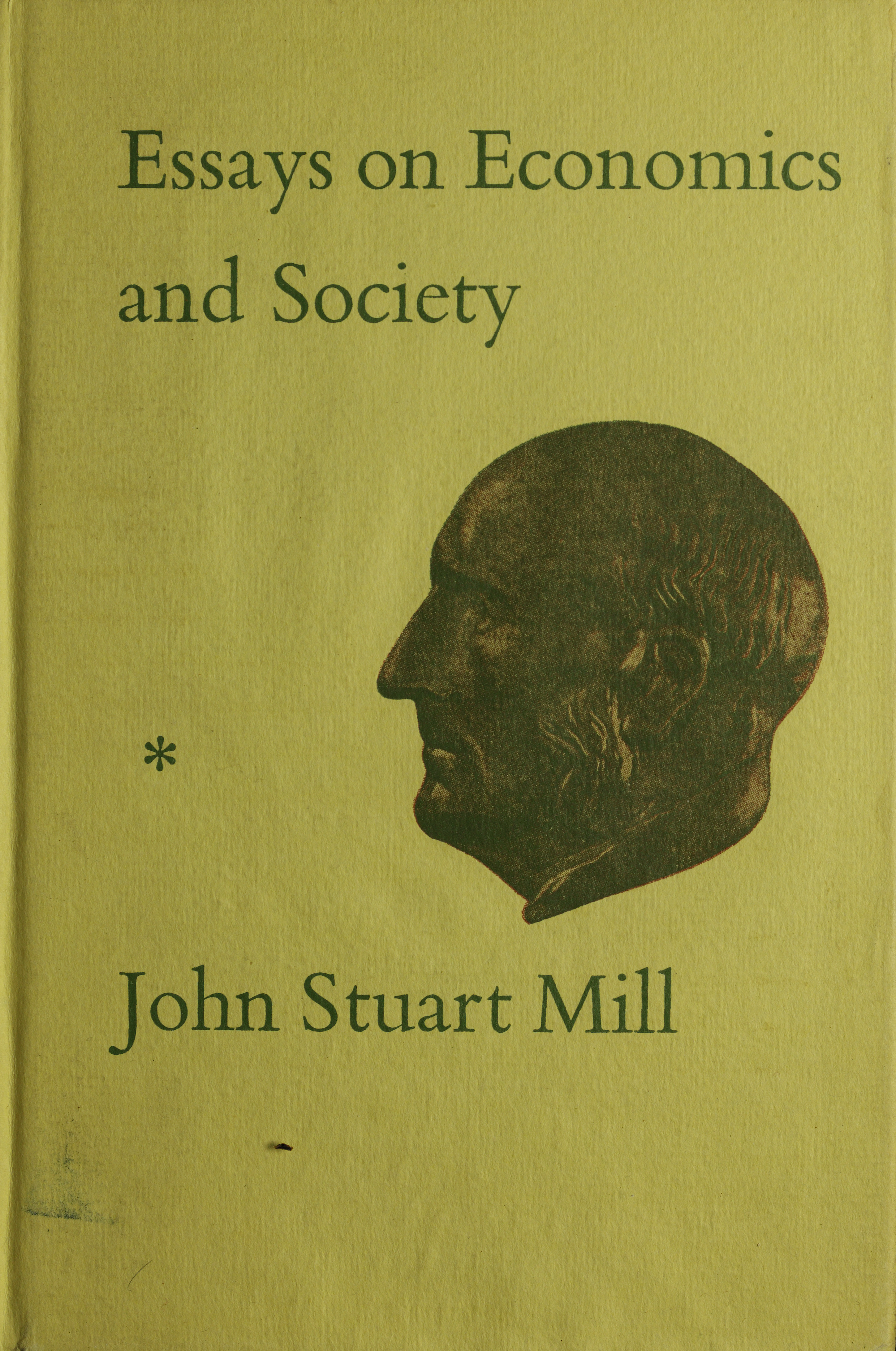
Essays on economics and society, 1967

La seva obra Sobre la llibertat (1859) fou un llibre de gran transcendència sobre la naturalesa i els límits del poder, el qual podria ser legítimament exercit per la societat sobre l'individu. Un argument bàsic de Mill fou l'anomenat principi del dany, és a dir, la gent és lliure de fer el que li sembli convenient sempre que això no suposi un dany o perjudici per als altres. Basant-se en aquest argument, Mill defensà que el paper de l'estat hauria de ser la supressió de les barreres a la llibertat, com ara algunes lleis, i reduir-les en base exclusivament al principi del dany. Existeixen dos àmbits de la vida dels ciutadans: la vida privada i la vida pública. Els éssers humans, dins l'àmbit de la vida privada, trien aquells elements que consideren fonamentals per a la bona vida; segueixen els principis religiosos que consideren més adients, i tenen les opinions que volen, i l'estat no ha d'intervenir en aquests afers de la vida privada.
Ara bé, molts dels nostres actes afecten altres persones i, per tant, no poden circumscriure's dins l'àmbit de la vida privada de la persona. És només en aquestes circumstàncies que l'estat pot intervenir. Cal controlar els poders de l'estat, i situar-los només en l'àmbit de la vida pública. John Stuart Mill valora com un bé preciós la llibertat dins l'àmbit privat: la llibertat de pensament i la llibertat d'expressió són elements de la màxima importància per al seu pensament.
D'acord amb Isaiah Berlin, Mill només parla de llibertat negativa, és a dir, que per a ell la llibertat es defineix com l'absència d'impediments obstacles i/o coerció. Aquesta concepció de la llibertat contrasta amb la idea de llibertat positiva, que centra el focus d'atenció en la capacitat d'actuació i en la presència d'oportunitats per a exercir la llibertat.
Cal distingir entre allò que desitgem, ja que ens fa feliços, d'allò que desitgem per a poder arribar a ser feliços. Les virtuts han de ser considerades com a part del que anomenem felicitat, són el camí cap a la felicitat, ja que podem arribar a un major nivell de la comprensió de la felicitat amb el coneixement i l'experiència.
Així, John Stuart Mill considera que només el plaer és desitjable en si mateix, i que les accions seran considerades correctes o incorrectes en funció de si proporcionen la felicitat dels interessats o no. Cal assenyalar que seguim amb la idea, ja assenyalada per Epicur, que considera la felicitat com la recerca del plaer i la fugida del dolor.
La felicitat és l'única cosa desitjable com a finalitat, mentre que la resta que és desitjable, ho és com un mitjà per arribar a la felicitat. Com ho podem provar? Tenim força problemes per fer-ho a causa de l'evidència del fet. Tothom desitja la seva felicitat, però això no té per què significar que la felicitat sigui bona, tot i que existeix una clara relació entre allò que és bo i allò que és desitjable.
No tots els plaers tenen el mateix valor, ja que hi ha plaers superiors, i plaers inferiors, i les nostres accions han de donar preferència als plaers superiors. Aquí veiem una clara influència del pensament d'Epicur i d'Aristòtil. Els plaers superiors són els que porten al desenvolupament moral propi de l'ésser humà: el coneixement, i el treball intel·lectual. Per això afirmarà: «És millor ser una criatura humana insatisfeta que un porc satisfet, i és millor ser Sòcrates insatisfet que un boig satisfet».
L'obra magna de Mill fou Sistema de lògica, de la qual es realitzaren nombroses edicions. En aquesta obra, avalua les categories aristotèliques i proposa el seu propi sistema. Exposa la seva teoria de termes i proposicions i se centra en el procés inductiu. Aquesta obra recull una forta influència de l'obra de William Whewell Història de les ciències inductives (1837).
La reputació d'aquesta obra es basa en l'anàlisi de la prova inductiva, en contrast amb els sil·logismes d'Aristòtil, basats en el mètode deductiu. Mill formula cinc mètodes inductius:
- El mètode de l'acord.
- El mètode de la diferència.
- El mètode conjunt o doble mètode d'acord i diferència.
- El mètode del residu.
- El mètode de variacions concomitants.

El punt comú d'aquests mètodes és l'eliminació i l'aproximació successiva com a mètode científic.

## Obres
- Un sistema de lògica (A System of Logic) (1843)
- Principis d'economia política (Principles of Political Economy) (1848)
- Sobre la llibertat (On Liberty)(1859)
- Utilitarisme (Utilitarism) (1861)
- La submissió de les dones (The Subjection of Women) (1869)
- Autobiografia (Autobiography) (1873)

Traduccions al català: 
- Sobre la llibertat, Laia, Barcelona (1983)
- Sobre la llibertat, Educació, Materials de filosofia, Universitat de València (1991)
- L'utilitarisme, Edicions 62, Barcelona (2006)
- Sobre la llibertat, Edicions de la ela geminada, Girona (2012)
- La subjugació de les dones, Edicions de la ela geminada, Girona (2013)